# عيب بلوري

البنية البلورية ل NaCl في الحالة المثالية

العيوب البلورية من المعلوم أن المواد المعدنية الصلبة هي مواد بلورية، أي أن ذراتها تتوضع ضمن هياكل شبكية منتظمة تسمى بـ البنى البلورية (أما المواد الأخرى كالشمع والزجاج فتسمى بالمواد الأمورفية أو اللابلورية لأن ذراتها تتوضع بشكل عشوائي غير منتظم). لكن في الحقيقة لا وجود لبلورة مثالية في الطبيعة، فكل بلورة لها عيوب وإن كانت قليلة والعيب البلوري بالنسبة للمواد المعدنية الصلبة هو اختلال في توضع الذرات عن الانتظام المثالي. وتتعلق العيوب البلورية بعدة عوامل فتزداد مثلا بازدياد درجة الحرارة. وكلمة عيوب لا تعني أنها سيئة بالضرورة. وإنما في الواقع، نلجأ في كثير من الأحيان لإنشاء عيوب في البنية البلورية بطرق مختلفة وذلك لتحسين الخواص الفيزيائية أو الميكانيكية للمادة.

## أنواع البلورات
1. البلورة المثالية تمتاز بكون الخلية البلورية تعيد نفسها عند فواصل أو مسافات متساوية وتمثل على الورق فقط.
2. البلورة الحقيقية أيضا تمتاز بصفة الدورية المنتظمة الثلاثية الأبعاد وتعيد نفسها ولكنها واقعية أي فيها عيوب إلى حد ما تؤدي إلى عدم الانتظام التام. ومن البلورات الحقيقية البلورة الأحادية والبلورة متعددة التبلور.

## أنواع العيوب البلورية
لا شيء في عالمنا صحيح تماماً. لا توجد مادة بلورية (مادة معدنية) في الطبيعة إلا وتحوي قليلاً من العيوب البلورية، كما أنه لا يمكن الحصول على أي مادة دون شوائب. تعيق الذرات الشائبة عملية الانتظام البلوري للمعادن النقية.

### العيوب النقطية

عيب شوتكي للبنية البلورية ل NaCl

عيب فرنكل للبنية البلورية ل NaCl

إن أبسط أنواع العيوب هو العيوب النقطية المتمثلة في ضياع ذرة (شاغر) كنتيجة حتمية لاهتزاز الذرة بسبب الحرارة، مما يزيد من عملية الانتشار في الحالة الصلبة والتي تحدث وفق آلية حركة العيوب النقطية. تلعب العيوب النقطية دوراً هاماً في التشوه الميكانيكي للمواد البلورية. وهي عبارة عن انحراف أو اختلال في موقع ذرة، وإما أن تكون على شكل فراغ أو ذرة إضافية.
1. عيب الفراغ: عبارة عن حيز لذرة مفقودة ضمن الترتيب المتظم للشبكة البلورية ويحدث كنتيجة للانحناء البلوري وذلك بسبب التذبذب الحراري.
2. الذرات الإضافية: هو وجود ذرة إضافية داخل البنية البلورية وتسمى الشوائب وتكون على نوعين الذرات الاستبدالية وهي ذرات غريبة ليست من المعدن نفسه تحل محل أحد مواقع الذرات الأصلية والذرات البينية والتي تكون ذرات غريبة أو ذرات من المعدن نفسه وتشغل حيز ما بين الذرات الأصلية.
3. عيب شوتكي: هو عيب نقطي يحدث عندما تهاجر ذرة ما موقعها في الشبكة البلورية وتستقر عند سطح البلورة ويحدث هذا بمراحل متعاقبة.
4. عيب فرنكل: هو أن تزال ذرة أساسية من مكانها في الشبكة البلورية وتتوضع في موقع بيني ويتضمن زوجاً من العيوب خلق فجوة أو ثغرة وذرة إضافية داخل البنية البلورية.

### العيوب الخطية

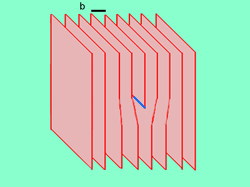
الأنخلاع الحّافّي

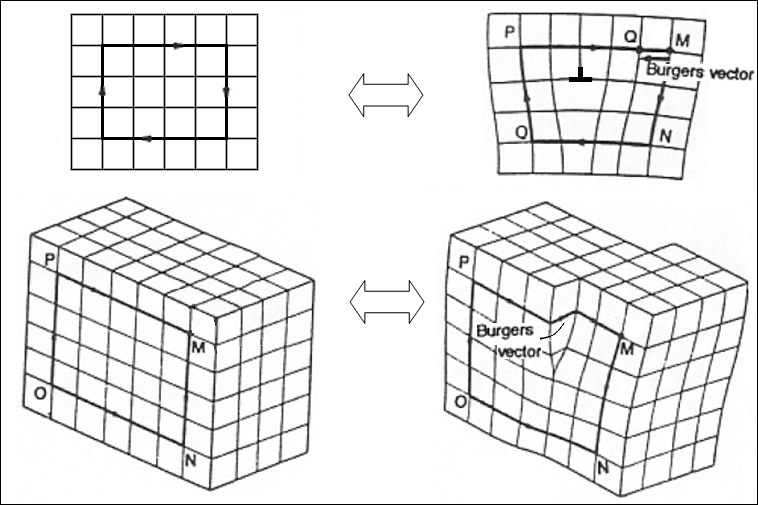
الأنخلاع اللولبي

إن العيوب النقطية هي عبارة عن نواقص بنيوية تنتج عن التحريض الحراري، وهي ذات بعد صفري. إن العيوب الخطية ذات البعد الواحد مرتبطة أساساً بالانفعالات الميكانيكية. تسمى هذه العيوب بالانخلاعات (Dislocation) وتحدث نتيجة خلل في صف كامل من البلورات. يرمز للانخلاع عادة برمز التعامد والذي يدل على نهاية نصف مستوي زائد من الذرات. يقود مثل هذا الترتيب إلى تعبير كمي يسمى شعاع بيركر. هذا البارامتر هو شعاع الانتقال اللازم لفلق عروة متدرجة حول العيب.
عند الانتقال وفق عروة متدرجة m x n ذرة في البلورة التامة ستنطبق نقطة النهاية مع نقطة البداية. أما في حدود الانخلاع ستخفق نفس العروة المتدرجة في الانغلاق.
من أنواع الانخلاعات:
1. الانخلاع الحافي: عندما يكون أحد المستويات البورية غير مستمر حتى نهاية المستوي أي تكون هناك حدود حافة في جزء من المستوي.
2. الأنخلاع اللولبي: الذي يشتق اسمه من التوضع الحلزوني للمستويات البلورية حول خط الانخلاع، وهو صف من الذرات لمستوي حول مسار لولبي ويكون متجه بيركر موازياً لخط الانخلاع.
3. الانخلاع المختلط: ويتميز بالخواص اللولبية والخطية.

يصعب حصول الانفعالات اللدنة في المادة دون وجود الانخلاعات. ووفقاً لفرانكل فإن الإجهاد الميكانيكي اللازم لتشويه البلورة التامة يعبر عنه بانزلاق مستوٍ من الذرات على المستوي الآخر المجاور.
```
=== العيوب السطحية أو المستوية === 
```

تمثل العيوب السطحية الحدود ما بين المناطق البلورية التامة تقريباً والمناطق المحيطة بها. يشترك في تكوين هذا النوع من العيوب ذرات مستوي بلوري كامل حيث يضطرب التركيب البلوري النموذجي عندما تمتد هذه العيوب في بعدين لتكون سطوحاً داخل البلورة.
توجد العيوب النقطية والخطية داخل المواد، لكننا نتعامل مع مقدار محدود من المادة داخل سطح محدد يحوي عيوباً متنوعة من حيث ترتيب البلورات وتراصها. وأهم هذه العيوب:
1. حدود التوأمة وهي الحدود التي تفصل بين منطقتين بلوريتين وتكون الواحدة انعكاساً للأخرى حيث تنتج هذه الحدود بسبب الانفعالات أو بسبب عمليات المعالجة الحرارية.
2. حدود الحبيبات هي المناطق بين بلورتين متجاورتين. غالباً ما تتقابل الحبيبات وفق أشكال متباينة الاتجاه. إن البنية البلورية الحبيبية هي السمة السائدة في العديد من المواد الهندسية. تؤثر هذه البنية على العديد من خواص المواد. من المهم معرفة بنية حدود الحبيبات التي تعتمد لدرجة كبيرة على التوضع النسبي للحبيبات المتجاورة.

تصادف حدود الحبيبات المائلة التي تنتج عن ميل حبيبتين متجاورتين الواحدة بالنسبة للأخرى بعدة درجات. تكون هذه الحدود محاطة ومعزولة بعدة انخلاعات طرفية. تشمل معظم حدود الحبيبات عدداً من الحبيبات المتجاورة ذات التوضع وفق زوايا متباينة.